# الثقافة الرومانية البريطانية
الثقافة الرومانية البريطانية هي ثقافة ظهرت تحت حكم الإمبراطورية الرومانية بعد الفتح الروماني لبريطانيا عام 43 ميلادي وإنشاء مقاطعة بريطانيا. ظهرت هذه الثقافة كمزيج بين الثقافة الرومانية المستوردة وتلك التابعة للسكان الأصليين البريتون، وهم جماعة تتكلم اللغة الكلتية وتتبع العادات الكلتية. بقيت هذه الثقافة حتى القرن الخامس حتى مغادرة الرومان لبريطانيا، وانتهى بها المطاف لتعثر على معقل قوي في ويلز حيث مهدت الطريق لظهور الثقافة الويلزية.
يعتقد علماء مثل كريستوفر سنايدر أنه خلال القرنين الخامس والسادس -تقريبًا من 410 عندما انسحبت الجحافل الرومانية، إلى 597 عندما وصل أوغسطين أسقف كانتربيري- حافظت جنوب بريطانيا على ثقافة شبه رومانية نشطة نجت من هجمات الأنجلوساكسون وحتى استخدمت اللاتينية العامية عند الكتابة.

## وصول الرومان
غزت القوات الرومانية، بشكل رئيسي من المقاطعات المجاورة، عام 43، في ما هو الآن جزء من إنجلترا، في عهد الإمبراطور كلوديوس. على مدى السنوات القليلة اللاحقة تشكلت مقاطعة بريتانيا، بما في ذلك في نهاية المطاف ما أصبح فيما بعد إنجلترا وويلز وأجزاء من اسكتلندا. استقر الآلاف من رجال الأعمال والمسؤولين الرومان وعائلاتهم في بريتانيا. كانت القوات الرومانية من جميع أنحاء الإمبراطورية، حتى إسبانيا وسوريا ومصر والمقاطعات الجرمانية مثل باتافيا وفريزيا (هولندا المعاصرة وبلجيكا ومنطقة راينلاند في ألمانيا)، تشكل حاميات في المدن الرومانية، وتزوج العديد من تلك القوات من البريطانيين المحليين. بلغ عدد الجيش الروماني وعائلاتهم والذين يعيلونهم 125 ألف شخص، من إجمالي عدد سكان بريطانيا البالغ 3.6 مليون نسمة في نهاية القرن الرابع. كان هناك أيضًا العديد من المهاجرين من المهن الأخرى، مثل النحاتين من سوريا الرومانية والأطباء من منطقة شرق البحر الأبيض المتوسط. أدى هذا إلى تنوع ثقافات وديانات بريتانيا، في حين ظل السكان بشكل رئيسي كلتيين، مع أسلوب حياة روماني.
كان الجزء الأكبر من السكان من الريف. من إجمالي عدد السكان البالغ 3.6 مليون نسمة في نهاية القرن الرابع، كان عدد سكان المناطق الحضرية حوالي 240 ألف شخص، وقطن حوالي 60 ألف شخص العاصمة لندن. كانت لندينيوم مدينة متنوعة عرقيًا وفيها سكان من جميع أنحاء الإمبراطورية الرومانية، بما في ذلك السكان الأصليين لبريطانيا، والمهاجرين من أوروبا القارية والشرق الأوسط وشمال أفريقيا. كان هناك أيضًا تنوع ثقافي في مدن رومانية بريطانية أخرى، والذي استمر بسبب هجرة كبيرة، سواء داخل بريطانيا أو من الأراضي الرومانية الأخرى، بما في ذلك شمال أفريقيا وسوريا وشرق البحر الأبيض المتوسط وأوروبا القارية.
في وقت لاحق، استقلت بريطانيا عن بقية الإمبراطورية الرومانية لعدد من السنوات، أولًا كجزء من الإمبراطورية الغالية، ثم بعد 20 عامًا تحت حكم الغزاة كارسيس وأليكتوس.
جاءت المسيحية إلى بريطانيا في القرن الثالث. أحد الشخصيات المبكرة كان القديس ألبان، الذي استشهد (وفقًا للتقاليد) بالقرب من بلدة فيرولاميوم الرومانية، في موقع سانت ألبانز الحديث، في عهد الإمبراطور ديكيوس.